# Rivière aux Cannes
Pour les articles homonymes, voir Canne et Cannes.
Ne doit pas être confondu avec Bayou des Cannes.

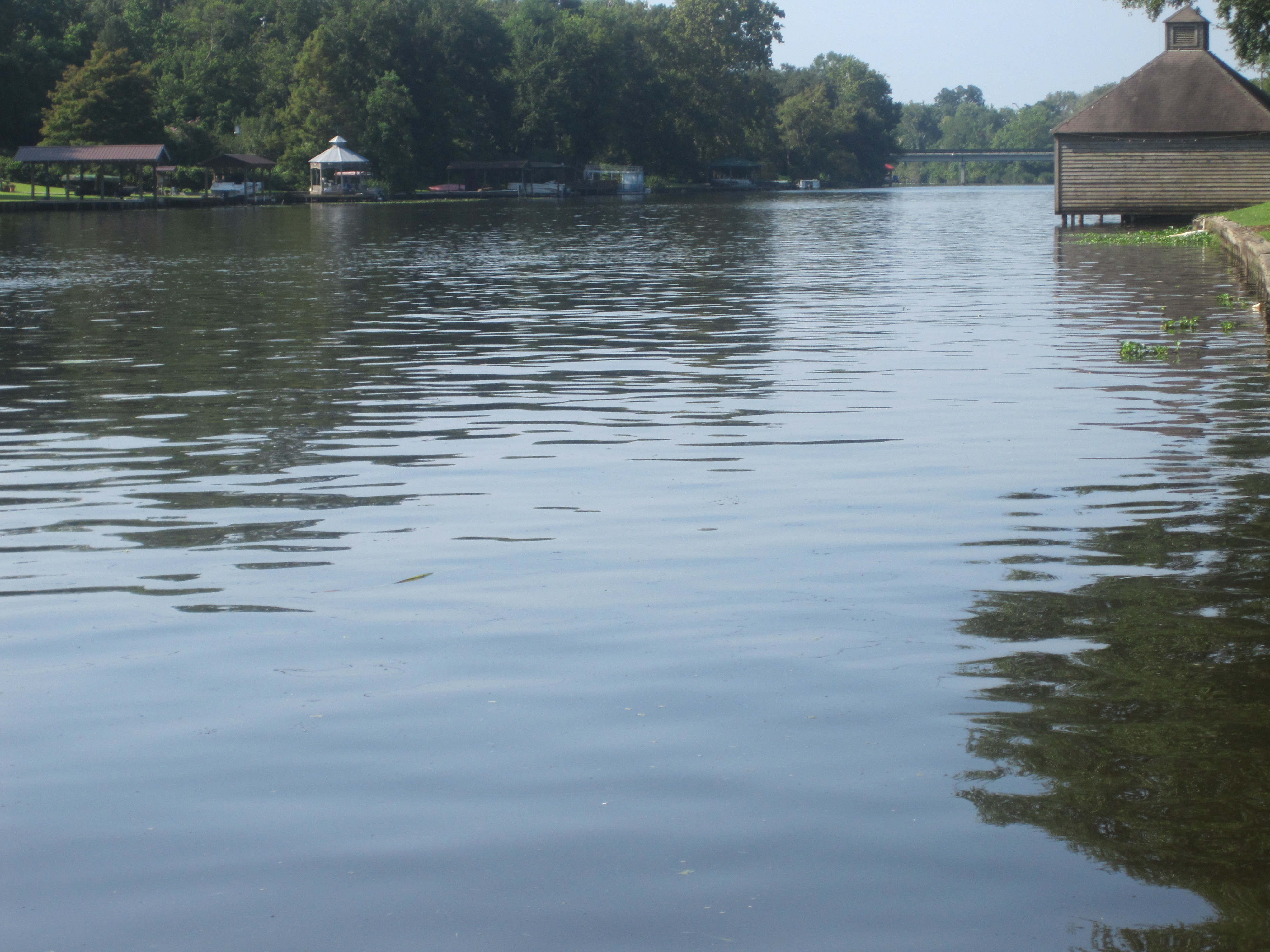
Le lac de la rivière aux Cannes à Natchitoches.

La rivière aux Cannes (en anglais : Cane River), est à la fois une rivière et un lac (Cane River Lake) des États-Unis coulant dans un ancien bras mort de la rivière Rouge du Sud.

## Géographie
La rivière aux Cannes est ancien bras mort de la rivière Rouge qui prend naissance juste à l'Est de la ville de Natchitoches. Cet ancien bras mort était autrefois le lit de la rivière Rouge du Sud. Le cours d'eau forme d'abord un très long lac d'une longueur de 58 kilomètres qui traverse la ville de Natchitoches et prend fin avec sa confluence avec la Vieille Rivière (Old River) qui est également un bras secondaire de la rivière aux Cannes se détachant du cours principal au centre-ville de Natchitoches. Ensuite le cours d'eau devient une rivière d'une longueur de 48 kilomètres, qui rejoint de nouveau la rivière Rouge du Sud après de très nombreux méandres.
Elle insert le bayou Nid d'Aigle qui s'écoule également dans un ancien bras mort de la rivière Rouge avec un premier embranchement avec cette rivière en aval de celui de la rivière aux Cannes et une confluence en amont de celui de la rivière aux Cannes avec la rivière Rouge du Sud.

## Histoire
En 1714, Louis Juchereau de Saint-Denis emprunta la rivière Rouge afin d'étendre l'influence française de la Nouvelle-France vers l'Ouest,  et fonder le fort des Natchitoches ou fort Saint-Jean-Baptiste. Dans les années 1730, on y produit un peu de tabac. Natchitoches.
Marie Thérèse Metoyer, dite "Coincoin" (1742-1816), employée chez le planteur français Thomas-Pierre Metoyer dont le fils Louis Metoyer exploite en 1796 la plantation de coton Yucca, l'une des plus grandes de la région, renommée plantation Melrose (en) en 1833. Plusieurs "Gens de couleur libres", venues de La Nouvelle-Orléans et de Saint-Domingue (futur Haïti) s'installent dans l'île Brevelle, du nom d'un trappeur canadien, située le long de la rivière aux Cannes dans la localité de Melrose.